# Alice et June
 (mai 2024).
Si vous disposez d'ouvrages ou d'articles de référence ou si vous connaissez des sites web de qualité traitant du thème abordé ici, merci de compléter l'article en donnant les références utiles à sa vérifiabilité et en les liant à la section « Notes et références ».
 (juin 2022).
La mise en forme du texte ne suit pas les recommandations de Wikipédia : il faut le « wikifier ».
Les points d'amélioration suivants sont les cas les plus fréquents. Le détail des points à revoir est peut-être précisé sur la page de discussion.
- Les titres sont pré-formatés par le logiciel. Ils ne sont ni en capitales, ni en gras.
- Le texte ne doit pas être écrit en capitales (les noms de famille non plus), ni en gras, ni en italique, ni en « petit »…
- Le gras n'est utilisé que pour surligner le titre de l'article dans l'introduction, une seule fois.
- L'italique est rarement utilisé : mots en langue étrangère, titres d'œuvres, noms de bateaux, etc.
- Les citations ne sont pas en italique mais en corps de texte normal. Elles sont entourées par des guillemets français : « et ».
- Les listes à puces sont à éviter, des paragraphes rédigés étant largement préférés. Les tableaux sont à réserver à la présentation de données structurées (résultats, etc.).
- Les appels de note de bas de page (petits chiffres en exposant, introduits par l'outil «  Source ») sont à placer entre la fin de phrase et le point final[comme ça].
- Les liens internes (vers d'autres articles de Wikipédia) sont à choisir avec parcimonie. Créez des liens vers des articles approfondissant le sujet. Les termes génériques sans rapport avec le sujet sont à éviter, ainsi que les répétitions de liens vers un même terme.
- Les liens externes sont à placer uniquement dans une section « Liens externes », à la fin de l'article. Ces liens sont à choisir avec parcimonie suivant les règles définies. Si un lien sert de source à l'article, son insertion dans le texte est à faire par les notes de bas de page.
- La présentation des références doit suivre les conventions bibliographiques. Il est recommandé d'utiliser les modèles {{Ouvrage}}, {{Chapitre}}, {{Article}}, {{Lien web}} et/ou {{Bibliographie}}. Le mode d'édition visuel peut mettre en forme automatiquement les références.
- Insérer une infobox (cadre d'informations à droite) n'est pas obligatoire pour parachever la mise en page.

Pour une aide détaillée, merci de consulter Aide:Wikification.
Si vous pensez que ces points ont été résolus, vous pouvez retirer ce bandeau et améliorer la mise en forme d'un autre article.
Albums par Indochine
Paradize
(2002) La République des Meteors
(2009)
Lives par Indochine
L'intégrale des clips
(2004) Live à Hanoï
(2007)
Singles
1. Alice & June
Sortie : 14 novembre 2005
2. Ladyboy
Sortie : 10 avril 2006
3. Adora / 9 9 9
Sortie : 18 septembre 2006
4. Pink Water
Sortie : 1er décembre 2006

Alice et June (typographié Alice & June) est le 10e album studio d'Indochine, sorti le 19 décembre 2005. La pochette est réalisée par la peintre américaine Ana Bagayan. L'album est inspiré du roman Les Aventures d'Alice au pays des merveilles.
Après la volonté de Nicola Sirkis de continuer sous le nom Indochine et le succès de l'album Paradize, le groupe formé pour la tournée Paradize Tour s'est attelé à la réalisation d'un double-album. Comme pour Paradize, il a été composé avec de nombreuses collaborations telles que Brian Molko, AqME et Les Wampas, choisis pour leur popularité auprès du jeune public français et francophone. Plusieurs vidéos du groupe en studio, ainsi qu'un extrait du titre Starlight ont été postés sur le site officiel au cours de l'année 2005. Nicola Sirkis présentait a priori ce disque comme le Exile on Main Street d'Indochine, et le décrivait comme « violemment romantique, joyeusement pornographique ». Alors qu'Alice & June était présenté comme un album-concept, l'idée a été peu à peu abandonnée. Les setlists de l'Alice & June Tour ne tenaient pas compte de la chronologie des titres. Même la version simple d'Alice & June ne comprend pas des titres a priori importants comme Crash me ou Starlight ; Ceremonia, quant à elle, est reléguée en morceau caché. À noter que la phrase « Welcome to our paradise » en introduction de la chanson Crash me est extraite du film Ni pour ni contre (bien au contraire) de Cédric Klapisch. Écoulé à 450 000 exemplaires, l'album a été soutenu par la tournée Alice et June Tour.

## Liste des titres
| Disque 1 : Alice - Au pays des cauchemars - La Promesse | Disque 1 : Alice - Au pays des cauchemars - La Promesse | Disque 1 : Alice - Au pays des cauchemars - La Promesse | Disque 1 : Alice - Au pays des cauchemars - La Promesse  | Disque 1 : Alice - Au pays des cauchemars - La Promesse | Disque 1 : Alice - Au pays des cauchemars - La Promesse | Disque 1 : Alice - Au pays des cauchemars - La Promesse | Disque 1 : Alice - Au pays des cauchemars - La Promesse | Disque 1 : Alice - Au pays des cauchemars - La Promesse | Disque 1 : Alice - Au pays des cauchemars - La Promesse |
| No                                                      | Titre                                                   | Paroles                                                 | Musique                                                  | Durée                                                   |                                                         |                                                         |                                                         |                                                         |                                                         |
| ------------------------------------------------------- | ------------------------------------------------------- | ------------------------------------------------------- | -------------------------------------------------------- | ------------------------------------------------------- | ------------------------------------------------------- | ------------------------------------------------------- | ------------------------------------------------------- | ------------------------------------------------------- | ------------------------------------------------------- |
| 1.                                                      | La Promesse                                             |                                                         |                                                          | 0:43                                                    |                                                         |                                                         |                                                         |                                                         |                                                         |
| 2.                                                      | Les Portes du soir                                      | Mathieu Peudupin, Nicola Sirkis                         | Olivier Gérard, Nicola Sirkis, Marc Éliard               | 5:09                                                    |                                                         |                                                         |                                                         |                                                         |                                                         |
| 3.                                                      | Alice & June                                            | Nicola Sirkis                                           | Nicola Sirkis, Olivier Gérard                            | 3:42                                                    |                                                         |                                                         |                                                         |                                                         |                                                         |
| 4.                                                      | Gang Bang                                               | Nicola Sirkis                                           | François Soulier, Boris Jardel, Nicola Sirkis            | 3:24                                                    |                                                         |                                                         |                                                         |                                                         |                                                         |
| 5.                                                      | Ladyboy                                                 | Valérie Rouzeau, Nicola Sirkis                          | Nicola Sirkis, Olivier Gérard                            | 4:47                                                    |                                                         |                                                         |                                                         |                                                         |                                                         |
| 6.                                                      | Black Page                                              | Nicola Sirkis                                           | Olivier Gérard, Nicola Sirkis                            | 4:13                                                    |                                                         |                                                         |                                                         |                                                         |                                                         |
| 7.                                                      | Pink Water 3 (avec Brian Molko)                         | Brian Molko, Nicola Sirkis                              | Olivier Gérard, Nicola Sirkis                            | 4:59                                                    |                                                         |                                                         |                                                         |                                                         |                                                         |
| 8.                                                      | Adora                                                   | Nicola Sirkis                                           | Olivier Gérard, Nicola Sirkis                            | 4:05                                                    |                                                         |                                                         |                                                         |                                                         |                                                         |
| 9.                                                      | Un homme dans la bouche                                 | Nicola Sirkis                                           | Olivier Gérard, Nicola Sirkis, Marc Éliard, Boris Jardel | 4:36                                                    |                                                         |                                                         |                                                         |                                                         |                                                         |
| 10.                                                     | Vibrator                                                | Nicola Sirkis                                           | Nicola Sirkis, Boris Jardel, Marc Éliard                 | 2:24                                                    |                                                         |                                                         |                                                         |                                                         |                                                         |
| 11.                                                     | Ceremonia                                               | Nicola Sirkis                                           | Olivier Gérard, Nicola Sirkis                            | 3:38                                                    |                                                         |                                                         |                                                         |                                                         |                                                         |
| 42:04                                                   |                                                         |                                                         |                                                          |                                                         |                                                         |                                                         |                                                         |                                                         |                                                         |

| Disque 2 : June - Au pays des merveilles - Le Pacte | Disque 2 : June - Au pays des merveilles - Le Pacte             | Disque 2 : June - Au pays des merveilles - Le Pacte | Disque 2 : June - Au pays des merveilles - Le Pacte | Disque 2 : June - Au pays des merveilles - Le Pacte | Disque 2 : June - Au pays des merveilles - Le Pacte | Disque 2 : June - Au pays des merveilles - Le Pacte | Disque 2 : June - Au pays des merveilles - Le Pacte | Disque 2 : June - Au pays des merveilles - Le Pacte | Disque 2 : June - Au pays des merveilles - Le Pacte |
| No                                                  | Titre                                                           | Paroles                                             | Musique                                             | Durée                                               |                                                     |                                                     |                                                     |                                                     |                                                     |
| --------------------------------------------------- | --------------------------------------------------------------- | --------------------------------------------------- | --------------------------------------------------- | --------------------------------------------------- | --------------------------------------------------- | --------------------------------------------------- | --------------------------------------------------- | --------------------------------------------------- | --------------------------------------------------- |
| 1.                                                  | Le Pacte                                                        |                                                     |                                                     | 0:40                                                |                                                     |                                                     |                                                     |                                                     |                                                     |
| 2.                                                  | June                                                            | Nicola Sirkis                                       | Olivier Gérard, Nicola Sirkis, Marc Éliard          | 5:04                                                |                                                     |                                                     |                                                     |                                                     |                                                     |
| 3.                                                  | Sweet Dreams                                                    | Nicola Sirkis                                       | Olivier Gérard, Nicola Sirkis                       | 4:59                                                |                                                     |                                                     |                                                     |                                                     |                                                     |
| 4.                                                  | Belle et Sebastiane                                             | Nicola Sirkis                                       | Olivier Gérard, Nicola Sirkis                       | 3:34                                                |                                                     |                                                     |                                                     |                                                     |                                                     |
| 5.                                                  | Crash Me                                                        | Nicola Sirkis                                       | Olivier Gérard, Nicola Sirkis                       | 5:10                                                |                                                     |                                                     |                                                     |                                                     |                                                     |
| 6.                                                  | Aujourd’hui je pleure (avec AqME)                               | AqME                                                | AqME                                                | 3:27                                                |                                                     |                                                     |                                                     |                                                     |                                                     |
| 7.                                                  | Harry Poppers (avec Les Wampas)                                 | Didier Wampas                                       | Olivier Gérard, Nicola Sirkis, Marc Éliard          | 2:56                                                |                                                     |                                                     |                                                     |                                                     |                                                     |
| 8.                                                  | Talulla                                                         | Valérie Rouzeau                                     | Olivier Gérard, Nicola Sirkis                       | 2:53                                                |                                                     |                                                     |                                                     |                                                     |                                                     |
| 9.                                                  | Morphine                                                        | Nicola Sirkis                                       | Olivier Gérard, Nicola Sirkis                       | 5:13                                                |                                                     |                                                     |                                                     |                                                     |                                                     |
| 10.                                                 | Starlight (avec Scala & Kolacny Brothers)                       | Nicola Sirkis                                       | Olivier Gérard, Nicola Sirkis                       | 4:55                                                |                                                     |                                                     |                                                     |                                                     |                                                     |
| 11.                                                 | Pink Water 2 (avec Brian Molko ; morceau caché après Starlight) | Brian Molko, Nicola Sirkis                          | Olivier Gérard, Nicola Sirkis                       | 5:23                                                |                                                     |                                                     |                                                     |                                                     |                                                     |
| 50:00                                               |                                                                 |                                                     |                                                     |                                                     |                                                     |                                                     |                                                     |                                                     |                                                     |

L'album existe également en version album simple :
1. Les Portes du Soir
2. Alice and June
3. Gang Bang
4. Ladyboy
5. Black Page
6. Pink Water 3 (avec Brian Molko)
7. Adora
8. Un homme dans la bouche
9. June
10. Sweet Dreams
11. Belle et Sébastiane
12. Tallula
13. Morphine

Cette version simple de l'album comporte aussi le morceau Ceremonia en piste cachée avant Les Portes du Soir (accessible par défilement arrière sur certains lecteurs). Il comporte encore, tout comme la version double, Pink Water II après Morphine.

### Singles
Inédits ne figurant pas sur l'album :
- 9.9.9
- Pink Water I (version sans Brian Molko) (Sorti en single)

## Crédits
- 06/2004 - 12/2004 : Programmation → Paris, Le Studio KMS (Juin) | La Trinité-des-Laitiers, L’Auberge Digitale (Septembre - Décembre)
- 03/2005 - 07/2005 : Enregistrement → Bruxelles, Le Studio ICP (Mars) | La Trinité-des-Laitiers, Le Studio Digital Factory (Juin / Aujourd’Hui, Je Pleure & Harry Poppers) | Londres, Le Studio Strongroom (31 Juillet 2005 / Pink Water II & Pink Water III)
- 07/2005 : Mixage → La Trinité-des-Laitiers, Le Studio Digital Factory
- ??/2005 : Mastering → New-York, Le Studio Sony Music